# Белый легион (Заир)
Белый легион (фр. Legion Blanche, серб. Бела легија) — проправительственное подразделение периода Первой конголезской войны, созданное в Заире для поддержки режима Мобуту Сесе Секо. В отряде служили наёмники из Восточной Европы, западных государств, других стран Африки и бывшего СССР. Название «Белый легион» формирование получило от французских СМИ.

## История
С началом войны в Заире власти страны вышли на известного французского наёмника Боба Денара с просьбой оказать свои услуги в конфликте. Тот перенаправил их к бельгийцу Кристиану Тавернье. В 1995 году он совершил инспекционную поездку в Заир и составил доклад о крайне неудовлетворительном состоянии вооружённых сил страны. К работе над военной поддержкой для правительства государства подключились французские спецслужбы.
В ноябре—декабре 1996 года началось формирование отряда иностранных наёмных специалистов. Прикрытием для вербовки служила компания телекоммуникаций и воздушной разведки «Geolink». В создании боевой группы помогали ветераны африканских конфликтов, в частности, отставной полковник Ален Ле Карро (директор охранного агентства в Уагадугу) и бывший жандарм Робер Монтойя (начальник офиса ЧВК «Executive Outcomes» в Ломе). Последний в будущем примет участие в вербовке белорусских пилотов в Кот-д’Ивуар.
3 января 1997 года на базу Кисангани прибыли первые 18 наёмников. Этот город станет местом дислокации подразделения.

## Отряд
В «Белом легионе» числилось примерно 280 человек. Ежемесячный оклад — от 3 до 10 тысяч долларов.
В подразделении служили граждане таких стран как Франция, Великобритания, Бельгия, Италия, Ангола, Мозамбик, ЮАР и Марокко. Основу составили сербы, в том числе из Республики Сербская Краина и Республики Сербской. Их в соединении было порядка ста человек. Встречались также россияне и украинцы.
Бойцов оснастили автоматами Калашникова, пулемётами М53 (модификация MG 42), гранатомётами РПГ-7, снайперскими винтовками Драгунова.
«Белый легион» имел собственное авиационное подразделение, которое включало четыре советских транспортно-боевых вертолёта Ми-24, несколько французских вертолетов Puma и Gazelle, югославские лёгкие штурмовики Galeb и Jastreb, два учебно-боевых самолёта SIAI-Marchetti S.211, а также транспортник Ил-76. Последний наёмники использовали как бомбардировщик. На вооружении соединения имелось также значительное количество переносных зенитно-ракетных комплексов 9М36 «Стрела-3».

## Боевой путь
В сферу деятельности формирования вошли специальные и контрпартизанские операции. В боевых миссиях поддержку «Белому легиону» оказывала французская разведка DGSE.
Первым делом иностранцы приступили к подготовке заирских частей к наступлению, намеченному на 20 января 1997 года. В данной операции «Легион» принимал участие в боях против группировки «Альянс демократических сил за освобождение Конго». Авиация отряда нанесла удар по автоколоннам с боеприпасами для повстанцев. Попутно наёмники держали оборону города Валикале, где отличились сербские бойцы. В начале февраля отряд проводил операции в районе города Ватса. 10 марта наёмники вместе с частями 48-го полка армии Заира в 60 км от Кисангани остановили продвижение повстанцев и отбросили их на пять километров назад. Однако через пять дней войскам пришлось оставить город, эвакуировавшись на вертолётах и уничтожив свой штаб. После этого «Белый легион» начал постепенно рассыпаться. Отдельные его бойцы сражались в армии Заира до мая.

## Известные бойцы
- Кристиан Тавернье — командир «Белого легиона», полковник запаса.
- Милорад Палемиш — руководитель хорватских сербов.
- Югослав Петрушич — руководитель боснийских сербов[7], позже фигурант уголовного дела по обвинению в подготовке покушения на Слободана Милошевича в 1999 году[8]